# Zaljev Türkmenbaşy
Zaljev Türkmenbaşy ili Türkmenbaşy Aýlagy ili zaljev Türkmenbaşy (turkmenski: Türkmenbaşy aýlagy, rus. залив Туркменбашы) je zaljev na turkmenistanskoj obali Kaspijskog jezera.
S poluotokom Türkmenbaşy na sjeveru i poluotokom Cheleken na jugu, zaljev se proteže prema zapadu u more 46 km, a ulaz mu je širok 18 km. U njegovom sjeverozapadnom kutu nalaze se slane močvare Bala-Ishem koje označavaju ušće isušene rijeke Uzboj. Godine 1968., postao je dijelom prirodnog rezervata Hazar 1968., a 2008. je proglašen Ramsarskim područjem. Među životinjama u zaljevu zaslužuju spomen Krasnovodska haringa (Alosa braschnikovi nirchi) i kaspijski tuljan.

## Kartografija
Na kartama Kaspijskog jezera iz 18. stoljeća zaljev je bio poznat kao 'Balkanski zaljev' ili 'Balčanski zaljev' i pretpostavljalo se da je mnogo dublji. Prvi ga je točno kartografirao Fedor Ivanovič Soimonov tijekom Kaspijske ekspedicije 1719. koja je istraživala Kaspijsko jezero od 1719. do 1727.
Zaljev je kasnije bio poznat kao 'Krasnovodski zaljev' ili 'Krasnovodski zaljev', ali je promijenio ime kada je grad na njegovim obalama promijenio ime iz Krasnovodsk u Türkmenbaşy.

## Vanjske poveznice
|  | Zajednički poslužitelj ima još gradiva o temi Zaljev Türkmenbaşy |

- Bioraznolikost Kaspijskog mora
- Pregled nafte i prirodnog plina u regiji Kaspijskog mora Zadnje ažuriranje: 26. kolovoza 2013.